# Kurt Julius Goldstein
Kurt Julius Goldstein (ur. 3 listopada 1914 w Alt-Scharnhorst, zm. 24 września 2007 w Berlinie) – niemiecki dziennikarz pochodzenia żydowskiego.

## Życiorys
Goldstein urodził się w żydowskiej rodzinie kupieckiej w Dortmundzie, w Niemczech. W szkole, doświadczył rosnącego w kraju antysemityzmu, co miało wpływ na jego upolitycznienie. W 1928 roku do Komunistycznego Związku Młodych Niemiec, dwa lata później do Komunistycznej Partii Niemiec, kierowanej przez Ernsta Thälmanna. Kiedy naziści przejęli władzę w 1933 roku, Goldstein uciekł. Po raz pierwszy mieszkał w Luksemburgu, pracując jako ogrodnik, a następnie przeniósł się do Francji. W 1935 roku wyjechał do Palestyny.
Rok później, wybuchła hiszpańska wojna domowa i wielu niemieckich komunistów wyruszyło na wojnę jako ochotnicy. Goldstein wkrótce dołączył do Brygad Międzynarodowych. Kiedy Druga Republika Hiszpańska upadła na początku 1939 roku, Goldstein uciekł za granicę do Francji. Był internowany i przetrzymywany w Camp Le Vernet.
Po porażce Francji, jego sytuacja stała się niebezpieczna, ale minęły trzy lata, zanim został wykryty przez władze Francji Vichy i deportowany do Niemiec. Po przybyciu, został wysłany do obozu koncentracyjnego Auschwitz, następnie podobozu Jawischowitz, gdzie przebywał przez 30 miesięcy zmuszany do pracy w kopalni, 16 godzin na dobę. Wraz z późniejszym laureatem Pokojowej Nagrody Nobla Elie Wieselem i późniejszym przewodniczącym CGT Henri Krasuckim, Goldstein przeżył marsz śmierci z Auschwitz do Buchenwaldu. Kiedy obóz Buchenwald został częściowo ewakuowany przez Niemców 8 kwietnia 1945 roku, więźniowie komunistyczni wtargnęli do strażnic, zabili pozostałych strażników i przejęli kontrolę. Obóz został formalnie uwolniony przez wojska amerykańskie 11 kwietnia 1945 roku. Goldstein powrócił do Niemiec Wschodnich. Po wojnie pracował jako dziennikarz, nadawca radiowy i pisarz.
W 2001 roku Goldstein wraz z Peterem Gingoldem i innymi ocalałymi z Holocaustu, wniósł pozew zbiorowy przeciw rządowi Stanów Zjednoczonych i George’owi W. Bushowi, którzy materialnie skorzystali z pracy niewolniczej Auschwitz podczas II wojny światowej, o 40 miliardów dolarów roszczenia odszkodowawczego. Przypadek został odrzucony przez sędzię Rosemary Collyer uznającą, że rząd nie może zostać pociągnięty do odpowiedzialności w ramach zasady „suwerenności państwa”.
Był przewodniczącym (później honorowym przewodniczącym) Międzynarodowego Komitetu Oświęcimskiego w Jerozolimie. Zmarł w Berlinie w 2007 roku.